# Lasioptera falcata
Lasioptera falcata är en tvåvingeart som beskrevs av Ephraim Porter Felt 1919. Lasioptera falcata ingår i släktet Lasioptera och familjen gallmyggor. Inga underarter finns listade i Catalogue of Life.